# حمام مرمر
حمام مرمر مربوط به دوره صفوی است و در نیشابور، خیابان امام خمینی، ابتدای بازار سرپوشیده واقع شده و این اثر در تاریخ ۱۰ مهر ۱۳۸۰ با شمارهٔ ثبت ۳۹۶۰ به‌عنوان یکی از آثار ملی ایران به ثبت رسیده‌است. گرمابه مرمر یا حمام مرمر قدمت بسیار دارد. این حمام در ابتدای بازار سرپوش نیشابور (در مسافت حدود ۵۰ متر فاصله با ورودی شمالی بازار) و در ضلع غربی درون بازار قرار گرفته‌است. قدمت این حمام به دوران صفویه می‌رسد که در دوران قاجار و پهلوی تغییرات و تعمیراتی در آن صورت گرفته‌است. دو دانگ این حمام در سال ۱۲۷۰ قمری از سوی حبیب قلی‌خان‌مختاری و دو دانگ دیگر در سال ۱۲۸۲ قمری از سوی حاج ملا محمدتقی و دو دانگ دیگر نیز به دست حاج میرزا ابوالقاسم مجتهد در سال ۱۳۴۸ قمری وقف شده‌است. حمام یاد شده تا اوایل انقلاب مورد استفاده بوده‌است. حمام مرمر، دارای دو ورودی مردانه و زنانه است، ورودی زنانه از کوچه‌مجاور بازار و ورودی مردانه در ضلع غربی درون بازار واقع شده‌است. مرمر، دارای سربینه (رختکن)، بینه (گرمخانه) و خزینه است. روی سقف ضلع شمالی گنبد خانه، نقاشی رنگ روغنی دیده می‌شود که گویا جنگ سربازان نادرشاه را نشان می‌دهد که البته در لایه‌های زیرین این نقاشی، بخشی از نقاشی‌های دوره قبلی به چشم می‌خورد. این بنا در تیرماه ۱۳۹۸ به‌صورت کامل مرمت شده‌است و پذیرای علاقه مندان به آثار تاریخی است.